# 認知の統一理論
認知の統一理論 (Unified Theories of Cognition : UTC) は1990年に出版されたアレン・ニューウェルの著作である。ニューウェルは、認知モデルについての一般的な仮説群、すなわち認知の統一理論の必要性を議論している。  

## 概要
UTCは、知的生物がどのように環境からの刺激に柔軟に反応するのか、彼らはどのように目的指向の行動を示し合理的に目的を習得するのか、そして、彼らはどのように知識を表現し（または、どの記号を使用し）また学習するのかを説明しなければならない。
ニューウェルのUTCは心は単一のシステムとして機能すると議論する。彼はまた確立された認知モデルは実験データによって決定することができないと主張する。それゆえ、実験データを説明するUTCはモデル化過程での制約を与え、より厳密で予測力のあるモデルをもたらしうる。また、UTCは理論的構築物として認知現象のよりずっと広い範囲へ適用できうる。ある現象がUTCの機構によってもっともらしい説明ができないときは、UTCが間違っているということが示唆されるであろう。
ニューウェルは、認知という言葉は知覚およびモーターコントロールを含むと理解している。
認知アーキテクチャSoarはUTCの実装である。